# Jugoslaviens flagga
Jugoslaviens flagga (serbokroatiska: Застава Југославије) hade de traditionella panslaviska färgerna blått, vitt och rött. Denna flagga, som antogs officiellt 1918 som kungariket Jugoslaviens flagga, användes till 1940-talets början, då man efter monarkins avskaffande 1941 ändrade proportionerna från 2:3 till 1:2 och införde en röd stjärna i det vita fältet. Flaggan ändrades återigen den 31 januari 1946 till den flagga som användes av socialistiska federativa republiken Jugoslavien fram till dess sönderfall i början av 1990-talet, varvid den röda stjärnan ersattes med en större stjärna med gula kanter.
Efter upprättandet av förbundsrepubliken Jugoslavien 1992 återinfördes en modifierad variant av 1918 års flagga, i vilken stjärnan togs bort och man samtidigt behöll 1940-talets proportioner. Denna flagga användes fram till förbundsrepubliken Jugoslaviens omvandling till den politiska unionen Serbien och Montenegro den 4 februari 2003 och blev därvid den nya statens flagga.
I och med Serbien och Montenegros sönderfall den 5 juni 2006 upphörde användandet av flaggan, som samma år ersattes med Serbiens och Montenegros respektive flaggor.
Flaggan utan vapen är en kopia av den panslaviska flagga som användes vid 1848 års kongress i Prag, då representanter för de slaviska folken i Europa deltog.

## Serbien och Montenegros flagga

Förbundsrepubliken Jugoslaviens flagga mellan 1992 och 2003 fortsatte att vara unionen Serbien och Montenegros flagga mellan 2003 och 2006